# 45 nm
45 nm désigne le procédé de fabrication des semi-conducteurs qui succède au procédé 65 nm de fabrication par CMOS. Les premiers processeurs possédant cette technologie sont apparus sur le marché fin 2008.

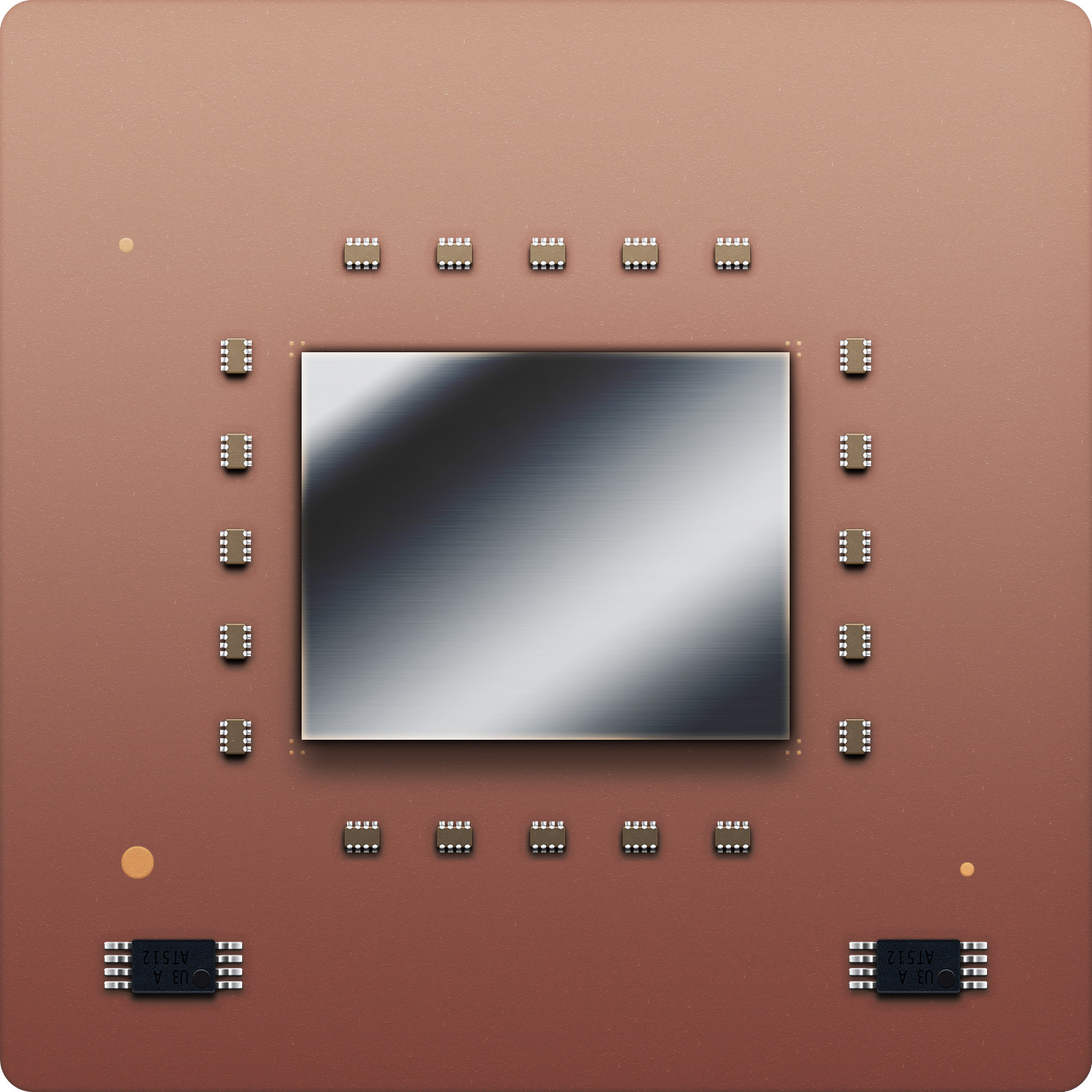
Processeur POWER7 gravé en 45 nm

Selon la feuille de route de l'ITRS le successeur du 45 nm est la technologie 32 nm.

## Microprocesseurs gravés en 45 nm
- IBM POWER7
- Intel Nehalem[1],[2]
- les CPU et GPU des modèles slim et ultra-slim de PlayStation 3[3]